# Уокер-Кимбру, Шатори
Шатори Уокер-Кимбру (англ. Shatori Walker-Kimbrough; род. 18 мая 1995 года в Балтиморе, штат Мэриленд, США) — американская профессиональная баскетболистка, выступающая в женской национальной баскетбольной ассоциации за команду «Атланта Дрим». Была выбрана на драфте ВНБА 2017 года в первом раунде под общим шестым номером клубом «Вашингтон Мистикс». Играет на позиции атакующего защитника.

## Ранние годы
Шатори Уокер-Кимбру родилась 18 мая 1995 года в городе Балтимор (штат Мэриленд), затем она переехала в городок Аликвиппа (штат Пенсильвания), где училась в средней школе Хоупвелл, в которой играла за местную баскетбольную команду.